# Панаги, Константинос
Константинос Панаги (греч. Κωνσταντίνος Παναγή; 8 октября 1994, Никосия, Кипр) — кипрский футболист, вратарь клуба «Омония» (Никосия) и сборной Кипра.

## Биография

### Клубная карьера
В чемпионате Кипра дебютировал в 2011 году, сыграв два матча за «Олимпиакос» (Никосия). В течение следующих двух сезонов провёл за команду ещё два матча (по одному в каждом) и пропустил 7 голов. После вылета «Олимпиакоса» из высшей лиги, стал основным вратарём команды и в сезоне 2013/14 сыграл 23 матча во втором дивизионе, однако по итогам сезона клуб занял лишь 6 место в лиге и не смог вернуться в высший дивизион. Летом 2014 года Панаги покинул «Олимпиакос» и подписал контракт с клубом «Омония» (Никосия).

### Карьера в сборной
В основную сборную Кипра вызывался с 2015 года. Дебютировал в национальной команде 24 марта 2016 года, отыграв весь матч против сборной Украины (0:1). В 2018 году был основным вратарём сборной Кипра в Лиге наций, отыграв 5 матчей из 6 и пропустив 7 голов.